# Blind Channel
Blind Channel és un grup de metal finlandès que va ser fundat a Oulu el 2013. Ells defineixen el seu estil musical com a "pop violent". Els integrants del grup són Joel Hokka (veus), Niko Moilanen (veus), Joonas Porko (guitarra), Tommi Lalli (bateria), Olli Matela (baix) i Alex Mattson (sampler, DJ i percussions).
El 2014 van publicar els seus primers senzills, Naysayers i Calling Out, seguits pel primer àlbum, Revolutions, el 29 de setembre del 2016. El 20 d'abril del 2018, van publicar el segon àlbum, Blood Brothers i el 6 de març del 2020 el tercer àlbum Violent Pop. El 2021 van participar en la preselecció finlandesa Uuden Musiikin Kilpailu pel Festival de la Cançó d'Eurovisió 2021. Van guanyar amb la cançó Dark Side i van representar Finlàndia en el festival, que es va celebrar a la ciutat neerlandesa de Rotterdam. Van quedar en sisena posició, assolint 306 punts (83 del jurat i 218 dels vots del públic).

## Discografia
- Revolutions (2016)
- Blood Brothers (2018)
- Violent Pop (2020)
- Lifestyles of the Sick & Dangerous (2022)